# Кућа породице Димитријевић
Кућа породице Димитријевић се налази у Лесковцу, насељеном месту на територији градске општине Лазаревац. Подигнута је у првој половини 19. века и представља непокретно културно добро као споменик културе, као пример изузетног напретка у култури становања који у кратком периоду прелази пут од нужности обитавања у једној просторији до живота у кући чија организација простора не заостаје за организацијом европског стана.

## Изглед куће
Кућа је саграђена од природних материјала у бондручној конструкцији. Оно што је чини посебном и јединственом је организација простора унутар куће. Она обједињује две функције „куће” са огњиштем и собом, економски део и репрезентативни гостински део, са најбољом собом за домаћина. Могуће је споља ући у сваки део посебно. Две организационе целине унутар куће су међусобно повезане вратима и омогућена је кружна циркулација целим простором. 